# Paul de Lourdoueix
Pour les articles homonymes, voir Lourdoueix.
Antoine Paul Pannier Lelarge de Lourdoueix, ou Paul de Lourdoueix, est un journaliste français né le 3 septembre 1818 à Paris et mort le 28 juin 1868 à Palalda (Pyrénées-Orientales).

## Biographie
Antoine, Paul Pannier est le fils d'un négociant de Saint-Germain-en-Laye, Antoine, Jean Pannier et de Sophie Teissier, une femme de lettres. Après la mort de son père, sa mère se remarie avec Jacques Honoré Lelarge de Lourdoueix, propriétaire et journaliste royaliste, qui adopte Paul, désormais nommé Antoine, Paul Pannier Lelarge de Lourdoueix, en 1841.
1841 est aussi l'année où, sous la présidence d'Albert de Broglie, il est cité parmi les « légitimistes » aux côtés de Louis-Joseph Buffet, Adolphe Forcade de La Roquette, Louis de Cormenin, Charles et Henri Camusat de Riancey, etc. ; face aux « Orléanistes » (le parti Broglie) dont Victor de Lavenay, François de Bourgoing, Fernand de Montesquiou ; le baron de Daunant, Georges Aubernon, etc.
Il est rédacteur en chef à Amiens à partir du 8 novembre 1848 du nouveau quotidien L'Ami de l'Ordre, dont la devise est: "Religion - Liberté - Progrès" et qui subsistera jusqu'en 1859. En 1849, il lance, à Perpignan, un bihebdomadaire royaliste : L'Étoile du Roussillon. Le journal est plusieurs fois poursuivi et condamné par les autorités de la Deuxième République, Paul de Lourdoueix lui-même étant condamné à un mois de prison. Le journal est saisi, cesse provisoirement de paraître, puis disparaît à la suite d'un arrêté d'interdiction promulgué par le nouveau pouvoir après l'avènement du Second Empire, en décembre 1851.
De 1854 à 1861, Paul de Lourdoueix dirige la Gazette de France, à la suite de son père adoptif. En raison de problèmes de santé, il cède cette direction à Gustave Janicot en mars 1861.